# دينو أندرادي
دينو أندرادي (بالإنجليزية: Dino Andrade)‏ هو رسام رسوم متحركة وممثل أمريكي، ولد في 16 سبتمبر 1963 في الولايات المتحدة.

## أعمال

### أفلام
- (2012) مغامرات سامي 2[4]

## وصلات خارجية
- دينو أندرادي على موقع IMDb (الإنجليزية)
- دينو أندرادي على موقع قاعدة بيانات الفيلم (الإنجليزية)